# Handlung (Erzählkunst)
Als Handlung, alternativ Mythos, Fabel, Fabelführung, Plot oder Szenario (auch Szenarium, Szenar), wird in der Literaturtheorie – aber auch in Filmen, Rollenspielen, Comics und Computerspielen – eine „Abfolge von zusammenhängenden, [ursächlich] miteinander verketteten Ereignissen oder Vorgängen bezeichnet, die das dramatische Gerüst“ des jeweiligen Werks bilden.
Der Begriff steht im Gegensatz zum Stoff oder der Geschichte (manchmal ist auch hier, etwas verwirrend, von Fabel die Rede), also Begriffen, die in verschiedenen Literaturtheorien zur Bezeichnung des hinter der dichterischen Gestaltungsform liegenden „rein chronologisch geordneten Nacheinanders der Ereignisse und Vorgänge“ benutzt werden. Die Handlung – also Manfred Pfisters Fabel, das Sujet Tomaševskijs und Lotmans, der aristotelische Mythos oder der Plot der Angelsachsen – bietet dagegen bereits „wesentliche Aufbaumomente in sich“, darunter „kausale und andere sinnstiftende Relationierungen, Phasenbildung, zeitliche und räumliche Umgruppierungen“.
Indem die Geschehnisse eines Verlaufs nicht isoliert, sondern in ihrer wechselseitigen Bedingtheit dargestellt werden, bildet dieses kausale Beziehungsnetz die Handlung oder den Plot einer Erzählung. Berühmt ist die Definition des englischen Schriftstellers E. M. Forster geworden, gemäß der sich in dem Satz „The king died, and then the queen died“ eine story („Geschichte“) ausdrücke, während „The king died, and then the queen died of grief“ sich als plot oder „Handlung“ qualifiziere. Eine alternative Definition liefert Jürgen Link, dem zufolge eine Handlung ein System von Textmerkmalen oder Zeichen ist, die auf einer Konfiguration (Erzähltheorie) beruhen und auf einer zeitlichen Achse angeordnet werden können.
Das Ereignis oder auch Motiv ist die kleinste und damit elementare Einheit der Handlung. Das definierte 1925 als erster Boris Wiktorowitsch Tomaschewski; sie ist die nicht mehr weiter unterteilbare Einheit des thematischen Materials. Durchlebt ein Subjekt aufeinander folgend mehrere Ereignisse, so bilden diese ein Geschehen.

## Die klassische Lehre von der Handlung nach Aristoteles
Die klassische Bestimmung von Handlung schlechthin unternimmt Aristoteles’ Poetik (worin „Handlung“ abwechselnd auch „Knüpfung“, „Fabel“ oder „Mythos“ heißt – gemeint ist aber immer der Ereignisverlauf bzw. sein sachlicher Zusammenhang).

### Anfang – Mitte – Ende
Hauptmerkmal der Handlung ist für Aristoteles, dass sie Anfang, Mitte und Ende hat. Ein Anfang sei, „was selbst nicht mit Notwendigkeit auf etwas anderes folgt, nach dem jedoch natürlicherweise etwas anderes eintritt oder entsteht“; Mitte sei, „was sowohl selbst auf etwas anderes folgt als auch etwas anderes nach sich zieht“; ein Ende sei, „was selbst natürlicherweise auf etwas anderes folgt, und zwar notwendigerweise oder in der Regel (also höchstwahrscheinlich), während nach ihm nichts andres mehr eintritt“. Demzufolge dürften Handlungen, wenn sie gut zusammengefügt sein sollen, „nicht an beliebiger Stelle einsetzen noch an beliebiger Stelle enden“, sondern müssten sich an die genannten Grundsätze halten.

### Einfache und komplizierte Handlung
Aristoteles unterscheidet ferner zwischen „einfacher“ und „komplizierter“ Handlung. Während bei der einfachen Handlung ein vorweggenommenes Ende schließlich eintritt, überrascht einen die komplizierte Handlung mit einem anderen Ende als dem zunächst in Aussicht gestellten. Sie verläuft in einer ersten Zusammenhangskette, die jählings in eine andere, meist ein entgegengesetztes Ende implizierende, überspringt. Was eigentlich gemeint war, schlägt auf einmal (Peripetie) ins Gegenteil dessen um, wozu es ins Werk gesetzt wurde (erzielt z. B. nicht mehr Rettung, sondern Untergang) und entzieht der ursprünglichen Auffassung der vorgestellten Verhältnisse und ihrer Weiterungen den Boden. Alle gemachten Voraussetzungen müssen entsprechend der neuen Handlungsrichtung umgewertet werden: der Feind wird zum Freund, Abneigung, die man zu verspüren glaubte, zu Liebe, Kleinmut entpuppt sich als Kühnheit usw.

#### Glücksumschwung
Die stärkste Wirkung hat dieser Umschwung nach Aristoteles auf den Zuschauer, wenn statt eines erwarteten Glücks nun ein Unglück eintritt; auch die umgekehrte Richtung ist möglich, sogar gängiger, nur (sagt Aristoteles) weniger wirkungsvoll. Wobei die Anteilnahme des Zuschauers wächst, je ähnlicher ihm die von dem Glücksumschwung betroffene Person ist, da man Leuten, die man für schlechter als sich selber hält, das Unheil gönnt, und solche, deren Lage man für beneidenswerter als die eigene hält, nicht ungern fallen sieht; erst der Sturz der einem ähnlichen Person mache echt betroffen, da dies Schicksal auch für einen selbst nicht ausgeschlossen scheint.

### Abstraktion
Aristoteles hält eine Geschichte (also eine ausgeführte Handlung) für „etwas Philosophischeres und Ernsthafteres“ als die Wiedergabe von zu irgendeinem Zeitpunkt wirklich Geschehenem, da sie „mehr das Allgemeine“ mitteilen würde, Tatsachenbeschreibungen „hingegen das Besondere“. Man soll eine Handlung, um ihre Wohlgeformtheit zu prüfen, daher „zunächst im allgemeinen skizzieren und dann erst szenisch ausarbeiten und zur vollen Länge entwickeln“, analog dem Beispiel, das Aristoteles selbst anhand der Odyssee gibt: „Jemand weilt viele Jahre in der Fremde, wird ständig von Poseidon überwacht und ist ganz allein; bei ihm zu Hause steht es so, dass Freier seinen Besitz verzehren und seinem Sohne nachstellen. Er kehrt nach schwerer Bedrängnis zurück und gibt sich einigen Personen zu erkennen; er fällt über seine Feinde her, bleibt selbst unversehrt und vernichtet die Feinde.“

## Handlung vs. Stoff
Eine Handlung hat im Gegensatz zum Stoff oder Gegenstand einer Darstellung echte Dauer; ihr garantiertes Ende impliziert erzählerische Spannung, die folglich eine Eigenschaft von Handlung, nie des Themas ist.
Die russischen Formalisten unterschieden fabula und Sujet (russisch сюжет sjuschet): Ersteres meint die Gesamtheit der Ereignisse einer Erzählung in ihrer logischen und auch zeitlichen Verknüpfung, letzteres deren Präsentation im sprachlichen Kunstwerk. Das Sujet kann durch Rückblenden, Vorausblenden, unzuverlässiges Erzählen, elliptisches Erzählen usw. deutlich von der Fabel abweichen, die sich dem Leser oft erst nach Abschluss der Lektüre erschließt.
Siehe auch die Unterscheidung von histoire versus discours  in der Literaturtheorie von Tzvetan Todorov und Gérard Genette.

## Grundformen der Handlung

### Unterscheidung nach dem Inhalt oderGenre
- Romanze: Zwei Menschen sind füreinander bestimmt; sie werden aber durch außerordentliche Hindernisse auseinandergehalten. Dass sie zueinander kommen oder ewig freudlos bleiben müssen, empfindet man von vornherein als selbstverständlich.
- Abenteuer: Ein Held nimmt sich eine Tat vor und führt sie gegen Widerstände aus.
- Ermittlung: Unbekannte Umstände oder Gründe und Urheber einer rätselhaften Tat werden aufgedeckt.
- Jagd: Jemand wird wegen etwas, das er getan hat oder getan haben soll, unaufhörlich verfolgt.
- Erkennung: Verwickelte Verhältnisse und Beziehungen werden enthüllt.
- Schauer: Raum, Zeit und Menschen kehren sich in Ungewohntes, Grauenerregendes um. Den Handlungsverlauf bildet eine Reihenfolge von starken Effekten durch Stoff und Ausstattung. Siehe dazu Schauerliteratur und Schauerromantik.

### Unterscheidung nach dem Aufbau
- Die Ereignisse erfolgen in steigender Handlung bis zur Peripetie.
- Die Ereignisse erfolgen in fallender Handlung bis zur Katastrophe.[9]
- Es liegt tektonischer Handlungsaufbau vor, eine geschlossene, symmetrische Handlung mit den sog. Aristotelischen Einheiten von Ort, Zeit und Handlung sowie der Fokussierung auf einen zentralen Konflikt[10], typisch für das Drama oder die Novelle.
- Es liegt atektonischer Handlungsaufbau bzw. offene Form vor.[10]

### Unterscheidung nach der Wichtigkeit
- Haupthandlung
- Nebenhandlung[11]

### Unterscheidung nach der Art
- Äußere Handlung = Alles, was in einer Erzählung getan und gesehen wird.

- Innere Handlung = Alles, was Personen in einer Situation
  - denken,
  - fühlen,
  - sehen,
  - ertasten,
  - riechen,
  - schmecken,
  - hören
  - sagen oder reden.

Was in einer Person vorgeht, wird oft durch Mimik, Gestik und Körperhaltung nach außen sichtbar (siehe auch Nonverbale Kommunikation). Sprachlich drückt man die innere Handlung aus durch Adjektive, Verben, bildhafte Wortwahl und Vergleiche sowie direkte und/oder indirekte Rede.

### Unterscheidung nach der Präsentation bzw. Rezeptionsweise
- direkte Handlung als auf der Bühne sichtbare Handlung
- verdeckte Handlung, z. B.
  - räumlich verdeckte Handlung, die nur durch Botenbericht und Mauerschau präsentiert wird, oder
  - räumlich und zeitlich verdeckte Handlung, die vergangen ist, sich aber während der Handlungsdauer (etwa zwischen verschiedenen Szenen oder Akten) ereignet hat[12]